# Gmina Kolno (Powiat Olsztyński)
Die Gmina Kolno ist eine Landgemeinde im Powiat Olsztyński der Woiwodschaft Ermland-Masuren in Polen. Ihr Sitz ist das gleichnamige Dorf (deutsch Groß Köllen) mit etwa 550 Einwohnern.

## Geographie

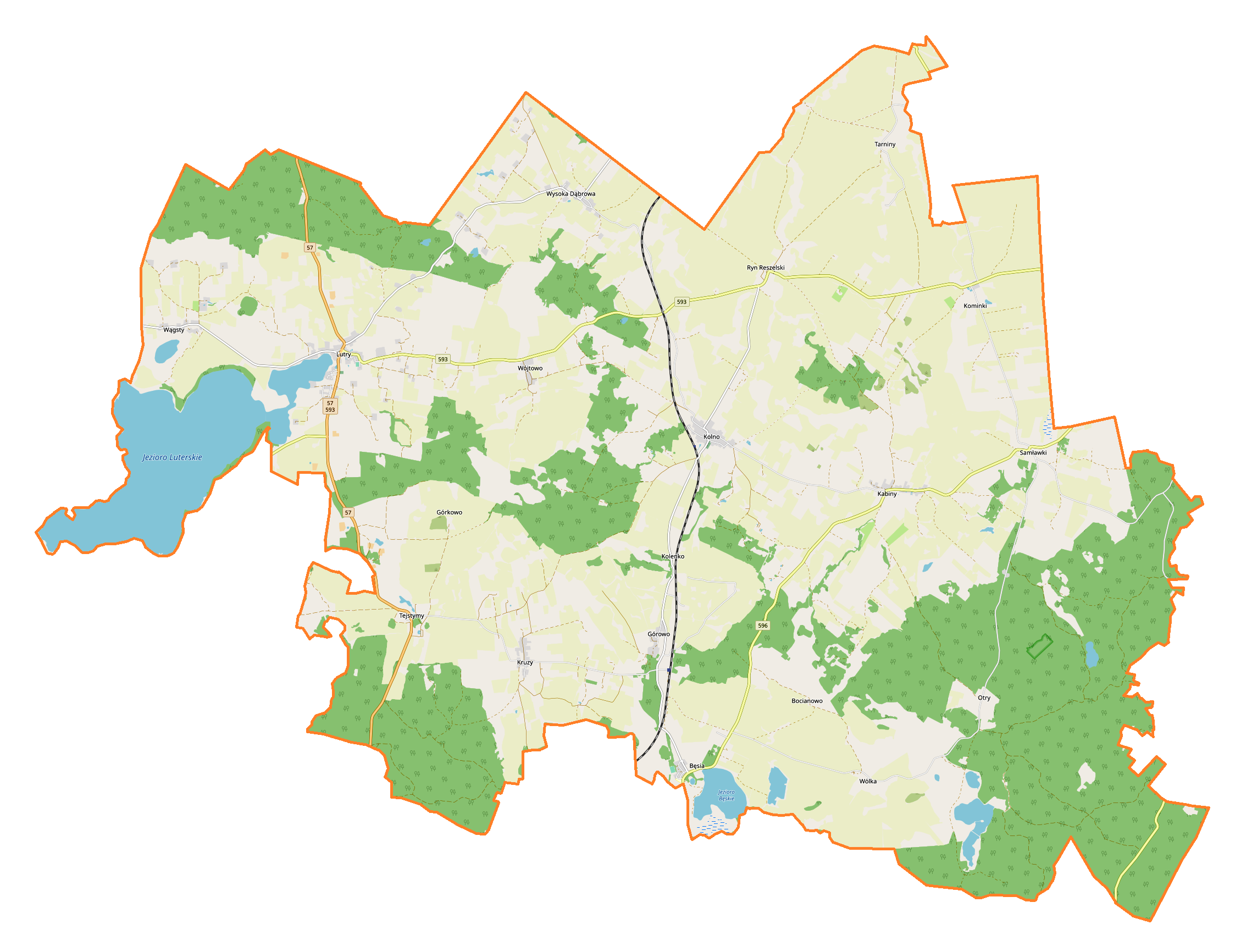
Karte der Gemeinde

Die Gemeinde liegt in der Mitte der Woiwodschaft – im historischen, 1772 von Preußen annektierten Ermland. Nachbargemeinden sind Bisztynek im Norden, Reszel in Osten, Sorkwity im Südosten, Biskupiec im Süden und Jeziorany im Westen. Die Stadt Reszel (Rößel) liegt fünf Kilometer östlich, die Kreisstadt Olsztyn (Allenstein) etwa 30 Kilometer südwestlich.
Im Westen der Gemeinde liegt der etwa 690 Hektar große Jezioro Luterskie (Lauternsee) und im Süden des Gebiets eine Reihe weit kleinerer Seen.

## Geschichte
Das Gemeindegebiet gehörte von 1946 bis 1998 zur Woiwodschaft Olsztyn mit unterschiedlichem Zuschnitt. Die Landgemeinde wurde 1954 in verschiedene Gromadas aufgelöst und 1973 neu gebildet. Sie kam 1999 zur Woiwodschaft Ermland-Masuren und zum Powiat Olsztyński, die jeweils neu errichtet wurden.
Partnerschaft
Die Gemeinde Kolno ist 2006 eine Partnerschaft mit der Gemeinde Belm im Landkreis Osnabrück eingegangen.

## Gliederung
Zur Landgemeinde Kolno mit 3085 Einwohnern (Stand 31. Dezember 2020) gehören 16 Dörfer (deutsche Namen bis 1945) mit einem Schulzenamt:
- Bęsia (Bansen)
- Górowo (Bergenthal)
- Kabiny (Kabienen)
- Kolno (Groß Köllen)
- Kominki (Komienen)
- Kruzy (Krausen)
- Lutry (Lautern)
- Otry (Ottern)
- Ryn Reszelski (Schellen)
- Samławki (Samlack)
- Tarniny (Tornienen)
- Tejstymy (Teistimmen)
- Wągsty (Wangst)
- Wójtowo (Voigtsdorf)
- Wólka (Ottenburg)
- Wysoka Dąbrowa (Schöneberg)

Weitere Ortschaften und Ortsteile der Gemeinde sind Gajówka Augustowska (Waldhaus Augustwalde), Górkowo (Görkendorf) mit Augustówka (Augustwalde), Kolenko (Klein Köllen, 1928–1945: Bergenthal) und Oterki (Klein Ottern) sowie Bocianowo (Buchental), das zu Bęsia gehört.

## Persönlichkeiten
- Hans Both (1935–2023), Ingenieur und Künstler; geboren in Lautern
- Josef Felix Pompeckj (1867–1930), Paläontologe und Geologe; geboren in Groß Köllen.